# مونته‌فانو
مونته‌فانو (به ایتالیایی: Montefano) یک کومونه در ایتالیا است که در استان ماچه‌راتا واقع شده‌است.

## خصوصیات
مونته‌فانو ۳۴٫۱ کیلومترمربع مساحت و ۳٬۳۶۵ نفر جمعیت دارد و ۲۴۲ متر بالاتر از سطح دریا واقع شده‌است.